# 科米齐亚诺
科米齐亚诺（義大利語：Comiziano），是意大利那不勒斯省的一个市镇。总面积2平方公里，人口1826人，人口密度913.0人/平方公里（2009年）。ISTAT代码为063029。